# Mike Greene (compositeur)
Pour les articles homonymes, voir Mike Greene.
Mike Greene est un compositeur américain.

## Filmographie
- 1993 : Bill Nye The Science Guy (série TV)
- 2000 : Maximum Exposure (série TV)
- 2005 : Oprah After the Show
- 2003 : Unexplained Mysteries (série TV)
- 2003 : Cucina Sicilia (série TV)
- 2004 : Model Citizens (série TV)
- 2006 : Sleeper Cell (série TV)